# Awatef Al-Asaf
Awatef Al-Asaf (9 de enero de 1984) es una deportista jordana que compitió en taekwondo. Ganó dos medallas de bronce en el Campeonato Asiático de Taekwondo en los años 2004 y 2006.

## Palmarés internacional
| Campeonato Asiático | Campeonato Asiático      | Campeonato Asiático | Campeonato Asiático |
| Año                 | Lugar                    | Medalla             | Categoría           |
| ------------------- | ------------------------ | ------------------- | ------------------- |
| 2004                | Seongnam (Corea del Sur) | Medalla de bronce   | –47 kg              |
| 2006                | Bangkok (Tailandia)      | Medalla de bronce   | –47 kg              |